# Куэтлахучитлан
Куэтлахучитлан, аст. Cuetlajuchitlan, «место пуанссетии» — важное археологическое городище в мексиканском штате Герреро, в 35,5 км к востоко-юго-востоку от города Игуала-де-ла-Индепенденсия, близ местности Пасо-Морело в округе Уицуко-де-лос-Фигероа (Huitzuco de los Figueroa). Относится к средне- и позднеклассическому периодам культуры Мескала.
Расположенное на вершине горы, городище было обнаружено лишь в 1991 г. при строительстве автомагистрали Куэрнавака-Акапулько. Во избежание разрушения городища под ним был проложен тоннель.
Из примерно 35 га площади древнего города раскопано лишь около 2 га.
К наиболее впечатляющим находкам церемониальных комплексов относятся несколько монолитных прямоугольных бассейнов с вертикальными боковыми стенками (к настоящему времени почти разрушенных). Эти ванны-бассейны напоминают аналогичные ванны, обнаруженные в различных местах на границе современных мексиканских штатов Пуэбла и Тласкала, например, в Шочитекатле. Предполагается, что ванны играли церемониальную роль, исходя из их локализации и сложности их изготовления.